# IC 4874
IC 4874 је спирална галаксија у сазвјежђу Телескоп која се налази на листи објеката дубоког неба у Индекс каталогу.
Деклинација објекта је - 47° 15' 57" а ректасцензија 19h 36m 21,4s. Привидна величина (магнитуда) објекта IC 4874 износи 14,0 а фотографска магнитуда 14,8. IC 4874 је још познат и под ознакама ESO 283-11, PGC 63403.